# Pseudalsophis darwini
Pseudalsophis darwini — вид змій родини полозових (Colubridae). Ендемік Галапагоських островів. Вид названий на честь англійського натураліста Чарлза Дарвіна, автора Походження видів.

## Поширення і екологія
Pseudalsophis darwini мешкають на островах Ісабела, Фернандіна і Тортуга в архіпелазі Галапагоських островів.